# Kyle Greentree
Kyle Greentree (* 15. November 1983 in Victoria, British Columbia) ist ein ehemaliger kanadischer Eishockeyspieler, der im Verlauf seiner aktiven Karriere zwischen 2004 und 2016 unter anderem über 370 Spiele in der American Hockey League (AHL) auf der Position des linken Flügelstürmers bestritten hat. Darüber hinaus absolvierte Greentree vier Partien für die Philadelphia Flyers sowie Calgary Flames in der National Hockey League (NHL) und verbrachte eine Spielzeit bei den Schwenninger Wild Wings in der Deutschen Eishockey Liga (DEL).

## Karriere
Kyle Greentree begann seine Karriere als Eishockeyspieler bei den Victoria Salsa, für die er von 1999 bis 2004 in der British Columbia Hockey League (BCHL) aktiv war. Anschließend spielte er drei Jahre lang für die Mannschaft der University of Alaska Fairbanks, ehe der Angreifer am 14. März 2007 als Free Agent einen Vertrag bei den Philadelphia Flyers aus der National Hockey League (NHL) erhielt.
Für deren Farmteam aus der American Hockey League (AHL), die Philadelphia Phantoms, stand er gegen Ende der Saison 2006/07 erstmals im professionellen Eishockey auf dem Eis. In der folgenden Spielzeit gab der Linksschütze sein Debüt für die Flyers in der NHL, wobei er in zwei Spielen punkt- und straflos blieb. Im Tausch für den Schweizer Tim Ramholt wurde Greentree am 30. Juni 2008 zu den Calgary Flames transferiert, für die er in der Saison 2008/09 weitere zwei Spiele in der NHL bestritt. Den Rest der Spielzeit verbrachte der Stürmer jedoch bei deren damaligen AHL-Farmteam, den Quad City Flames. In der Saison 2009/10 spielte er für die Rockford IceHogs in der AHL. Im Sommer 2010 erhielt er einen Zweiwegevertrag über zwei Jahre bei den Washington Capitals, für deren Farmteam er in der AHL aktiv war.
In der Saison 2013/14 spielte der Kanadier bei den EHC Basel Sharks in der Schweizer National League B (NLB), nachdem er das Vorjahr beim kroatischen Klub KHL Medveščak Zagreb in der Erste Bank Eishockey Liga (EBEL) absolviert hatte. Im Juli 2014 wechselte Greentree aufgrund der Insolvenz des EHC Basel zu den Schwenninger Wild Wings in die Deutsche Eishockey Liga (DEL). Nach einem Jahr in der DEL wurde er im Juli 2015 vom Dornbirner EC aus der EBEL verpflichtet. Nach der Saison 2015/16 beendete der 32-Jährige seine aktive Karriere.

## Erfolge und Auszeichnungen
- 2001 Fred-Page-Cup-Gewinn mit den Victoria Salsa
- 2004 Brett Hull Trophy (BCHL Top Scorer)
- 2004 BCHL Coastal Conference First All-Star Team

## Karrierestatistik
(Legende zur Spielerstatistik: Sp oder GP = absolvierte Spiele; T oder G = erzielte Tore; V oder A = erzielte Assists; Pkt oder Pts = erzielte Scorerpunkte; SM oder PIM = erhaltene Strafminuten; +/− = Plus/Minus-Bilanz; PP = erzielte Überzahltore; SH = erzielte Unterzahltore; GW = erzielte Siegtore; 1 Play-downs/Relegation; Kursiv: Statistik nicht vollständig)